# Осипова, Анастасия Александровна
Анастаси́я Алекса́ндровна О́сипова (род. 5 января 1985, Караганда) — российская певица, солистка поп-групп «Стрелки» (2003—2006) и «Блестящие» (2007—2015).

## Биография
Родилась 5 января 1985 года в городе Караганде. С детства занималась вокалом. Училась в школе № 117 города Алма-Аты.
В 2007 году окончила юридический факультет МГЛУ. Защищала диплом на тему: «Риэлтерская деятельность». Проходила практику в качестве юриста в Басманном суде.
С 2003 по 2006 год была участницей группы «Стрелки».
В начале 2007 года Осипова была принята в группу «Блестящие» на место Анны Семенович. Её дебютным выступлением в составе коллектива стал концерт на шоу «Бабий бунт» в «Лужниках».

— Я отправилась на гастроли после нескольких дней пребывания в группе. Сначала очень волновалась, но поняла, что это здорово: практически с первых дней в группе я смогу показать зрителям, что я — достойная замена, — рассказывает Настя. — И, несмотря на мое волнение, все прошло очень хорошо.

Увлекается рок-музыкой и регулярно посещает крупнейший российский фестиваль «Рок над Волгой».
В 2012 году Осипова стала артисткой музыкального спектакля «Ромео и Джульетта» в постановке британского режиссёра Кена Лэнгтона.
В июле 2012 года появилась на обложке мужского журнала XXL и стала главной героиней номера.

## Личная жизнь
С 2008 по 2009 год встречалась с теннисистом Маратом Сафиным.
В ноябре 2016 года вышла замуж за юриста банка Александра Малаху, с которым встречалась более четырех лет.
В апреле 2017 года родила сына Марка, о появлении которого сообщила 8 октября.

## Синглы

### В составе группы «Блестящие»
| Год  | Название                   | Состав                                                                              |
| ---- | -------------------------- | ----------------------------------------------------------------------------------- |
| 2007 | Как звезда (radio version) | Ксения Новикова, Юлия Ковальчук, Надежда Ручка, Анастасия Осипова                   |
| 2008 | Одноклассники              | Анастасия Осипова, Надежда Ручка, Анна Дубовицкая, Юлианна Лукашева                 |
| 2008 | Знаешь, милый              | Анастасия Осипова, Надежда Ручка, Анна Дубовицкая, Юлианна Лукашева                 |
| 2010 | Шар                        | Анастасия Осипова, Надежда Ручка, Анна Дубовицкая, Марина Бережная                  |
| 2010 | Утро                       | Анастасия Осипова, Надежда Ручка, Анна Дубовицкая, Марина Бережная                  |
| 2011 | Любовь                     | Анастасия Осипова, Надежда Ручка, Анна Дубовицкая, Марина Бережная, Ксения Новикова |
| 2011 | Милый мой                  | Анастасия Осипова, Надежда Ручка, Марина Бережная, Ксения Новикова                  |
| 2012 | Зелёные глаза              | Анастасия Осипова, Надежда Ручка, Марина Бережная, Ксения Новикова                  |
| 2013 | День рождения              | Анастасия Осипова, Надежда Ручка, Марина Бережная, Ксения Новикова                  |
| 2013 | К экватору                 | Анастасия Осипова, Надежда Ручка, Марина Бережная, Ксения Новикова                  |
| 2013 | Потерять                   | Анастасия Осипова, Надежда Ручка, Марина Бережная, Ксения Новикова                  |
| 2015 | Не отдавай меня никому     | Анастасия Осипова, Ксения Новикова, Надежда Ручка, Марина Бережная                  |

### В составе группы «Стрелки»
| Год  | Название         | Состав |
| ---- | ---------------- | --- |
| 2003 | Лучший друг      | Анастасия Осипова, Ника Найт, Анастасия Бондарева, Лана Тимакова, Наталья Деева, Оксана Устинова, Галина Трапезова |
| 2004 | Валентинка       | Анастасия Осипова, Ника Найт, Анастасия Бондарева, Лана Тимакова, Наталья Деева, Оксана Устинова, Галина Трапезова |
| 2004 | Бежало лето      | Анастасия Осипова, Ника Найт, Анастасия Бондарева, Лана Тимакова, Наталья Деева, Оксана Устинова, Галина Трапезова |
| 2004 | Капает дождь     | Анастасия Осипова, Ника Найт, Анастасия Бондарева, Лана Тимакова, Наталья Деева, Оксана Устинова, Галина Трапезова |
| 2004 | Не ходи          | Анастасия Осипова, Ника Найт, Анастасия Бондарева, Лана Тимакова, Наталья Деева, Оксана Устинова, Галина Трапезова |
| 2004 | Костёр из писем  | Анастасия Осипова, Ника Найт, Анастасия Бондарева, Лана Тимакова, Наталья Деева, Оксана Устинова, Галина Трапезова |
| 2004 | Не отпускай меня | Анастасия Осипова, Ника Найт, Анастасия Бондарева, Лана Тимакова, Наталья Деева, Оксана Устинова, Галина Трапезова |
| 2004 | Ты далеко        | Анастасия Осипова, Ника Найт, Анастасия Бондарева, Лана Тимакова, Наталья Деева, Оксана Устинова, Галина Трапезова |
| 2004 | Семь морей       | Анастасия Осипова, Ника Найт, Анастасия Бондарева, Лана Тимакова, Наталья Деева, Оксана Устинова, Галина Трапезова |
| 2006 | Жара             | Анастасия Осипова, Анастасия Бондарева, Лана Тимакова, Аида Евдокимова, Карина Резникова, Лина Токарева            |

## Официальные ремиксы

### В составе группы «Блестящие»
| Год  | Название                                  | Состав                                                             |
| ---- | ----------------------------------------- | ------------------------------------------------------------------ |
| 2010 | Шар (DJ Shevtsov & Alex Menco Radio Edit) | Анастасия Осипова, Анна Дубовицкая, Надежда Ручка, Марина Бережная |
| 2011 | Любовь (Dj Vengerov Remix)                | Анастасия Осипова, Ксения Новикова, Надежда Ручка, Марина Бережная |
| 2011 | Милый мой (Radio Edit)                    | Анастасия Осипова, Ксения Новикова, Надежда Ручка, Марина Бережная |

## Видео

### В составе группы «Стрелки»
| Месяц   | Год  | Клип          | Режиссёр      | Состав |
| ------- | ---- | ------------- | ------------- | --- |
| Декабрь | 2003 | «Лучший друг» | И.Селивёрстов | Лана Тимакова, Наталья Деева, Оксана Устинова, Галина Трапезова, Ника Найт, А.Бондарева, Анастасия Осипова |

### В составе группы «Блестящие»
| Месяц    | Год  | Клип            | Режиссёр        | Состав                                                              |
| -------- | ---- | --------------- | --------------- | ------------------------------------------------------------------- |
| Июнь     | 2008 | «Одноклассники» | Марита Захарова | Надежда Ручка, Анастасия Осипова, Анна Дубовицкая, Юлианна Лукашева |
| Ноябрь   | 2008 | «Знаешь, милый» | Андрей Грозный  | Надежда Ручка, Анастасия Осипова, Анна Дубовицкая, Юлианна Лукашева |
| Сентябрь | 2010 | «Шар»           | Роман Прыгунов  | Надежда Ручка, Анастасия Осипова, Анна Дубовицкая, Марина Бережная  |
| Ноябрь   | 2013 | «Потерять»      | Андрей Грозный  | Ксения Новикова, Надежда Ручка, Анастасия Осипова, Марина Бережная  |